# Allamanda
Allamanda es un género de arbustos o trepadoras tropicales con semillas peludas, nativas de Sudamérica y Centroamérica. Sus grandes y brillantes flores anuales son populares como planta ornamental. Pertenecen a la familia  (Apocynaceae). Comprende 32 especies descritas y de estas, solo 15 aceptadas.

## Descripción
Son usualmente arbustos leñosos perennes que pueden alcanzar los 2 metros o más. Las hojas son coriáceas como lanceoladas, pintadas y pueden ser opuestas o en conjuntos de 3 o 4. Las flores con forma de trompeta son de color amarillo de 5-7,5 cm de diámetro; en cultivo las flores pueden ser blancas, púrpura, rosas o naranja.

## Taxonomía
El género fue descrito por Carlos Linneo y publicado en Mantissa Plantarum 2: 146, 214, (576). 1771
Etimología
Allamanda: nombre genérico que fue nombrado en honor del botánico suizo  Dr. Frédéric-Louis Allamand (1735-1803), a finales del siglo XVIII.

## Especies aceptadas
A continuación se brinda un listado de las especies del género Allamanda aceptadas hasta octubre de 2013, ordenadas alfabéticamente. Para cada una se indica el nombre binomial seguido del autor, abreviado según las convenciones y usos. 
- Allamanda angustifolia Pohl
- Allamanda blanchetii (sin. Allamanda violacea Gardiner & Field )
- Allamanda cathartica L.
- Allamanda doniana Müll.Arg.
- Allamanda hendersonii W.Bull ex Dombrain
- Allamanda laevis Markgr.
- Allamanda martii Müll.Arg.
- Allamanda parviflora C.Presl
- Allamanda polyantha Müll.Arg.
- Allamanda setulosa Miq.
- Allamanda schottii Hook.
- Allamanda thevetifolia Müll.Arg.
- Allamanda verticillata Desf.
- Allamanda wardleyana Lebas